# Wilhelm Hofmeister
Wilhelm Friedrich Benedikt Hofmeister (18 de maig de 1824 - 12 de gener de 1877) va ser un important biòleg i botànic alemany considerat per alguns al mateix nivell que Darwin i Mendel." En gran part va tenir una formació autodidacta.

## Biografia
Hofmeister nasqué a Leipzig. Deixà l'escola als 15 anys i treballà en una llibreria d'Hamburg. Va fer gran part de la seva recerca en el seu temps lliure. Als 27 anys publicà una monografia sobre l'alternança de les generacions en les plantes. Fins a 1863 no va tenir l'ocupació de professor (a la Universitat de Heidelberg) i el 1872 es traslladà a la Universitat de Tübingen.
Hofmeister proposà l'alternança entre una generació haploide i la diploide que constituïa una teoria unificadora de l'evolució de les plantes publicada 8 anys abans que On the Origin of Species'’ de Charles Darwin p
Hofmeistertambé va fer els primers estudis d'embriologia de les plantes. Segons C. D. Darlington, Hofmeister hauria observat ja el que més tard es va anomenar cromosomes durant l'any 1848.
El 1869, va ser escollit membre de la Reial Acadèmia Sueca de Ciències.
La seva signatura abreujada com a botànic és Hofmeist.

## Algunes obres
- Untersuchungen des Vorganges bei der Befruchtung der Oenothereen. Botanische Zeitung 5: 785-792. 1847.
- Die Entstehung des Embryos der Phanerogamen. Eine Reihe mikroskopischer Untersuchungen. Verlag F. Hofmeister, Leipzig 1849.
- Vergleichende Untersuchungen der Keimung, Entfaltung und Fruchtbildung höherer Kryptogamen (Moose, Farne, Equisetaceen, Rhizokarpeen und Lykopodiaceen) und der Samenbildung der Coniferen. 179 pp., 1851 (Reprint: Historiae Naturalis Classica 105. Cramer, Vaduz 1979). English translation (by F. Currey): On the germination, development and fructification of the higher Cryptogamia and on the fructification of the Coniferae. Ray Society, London, 1862.
- Neue Beiträge zur Kenntniss der Embryobildung der Phanerogamen. 1. Dikotyledonen mit ursprünglich einzelligem, nur durch Zellentheilung wachsendem Endosperm. S. Hirzel, Leipzig, pp. 536–672. 1859.
- Neue Beiträge zur Kenntniss der Embryobildung der Phanerogamen. 2. Monokotyledonen. S. Hirzel, Leipzig, pp. 632–760. 1861.
- Die Lehre von der Pflanzenzelle. In: W. Hofmeister (ed.): Handbuch der Physiologischen Botanik I-1. 664 pp. W. Engelmann, Leipzig. 1867.
- Allgemeine Morphologie der Gewächse. In: W. Hofmeister (ed.): Handbuch der Physiologischen Botanik I-2. W. Engelmann, Leipzig. 1868.